# Kościół Matki Bożej Królowej Polski w Lewniowej
Kościół Matki Bożej Królowej Polski w Lewniowej – rzymskokatolicki kościół parafialny znajdujący się w Lewniowej w powiecie brzeskim województwa małopolskiego.
Pozwolenie na budowę kościoła w Lewniowej otrzymano w 1976 roku. Prace budowlane rozpoczęto w 1978 zgodnie z projektem Romana Łomnickiego. Poświęcenia i wmurowania kamienia węgielnego dokonał 15 sierpnia 1978 r. bp Jerzy Ablewicz, jak również poświęcenia i konsekracji świątyni 18 grudnia 1983 roku. Wystrój wnętrza, ołtarz, chrzcielnicę, ścianę ołtarzową w mozaice oraz witraże zaprojektował i wykonał ks. Tadeusz Furdyna.